# ذخیره‌گاه طبیعی نیژنه‌ویرسکی
ذخیره‌گاه طبیعی نیژنه‌ویرسکی (انگلیسی: Nizhnesvirsky Nature Reserve) یک پارک و ذخیره‌گاه طبیعی در استان لنینگراد کشور روسیه است.